# 阿尔弗雷德·盖斯利
阿尔弗雷德·盖斯利（英語：Sir Alfred Gaselee；1844年6月3日—1918年3月29日），是英国中将，参加过第二次英国-阿富汗战争。1900年中国爆发了义和团运动，出任英国远征军司令，与其他国家的军队一起与义和团作战，解救被围困在北京使馆的各国公使。之后曾陆续出任过孟加拉勒克瑙地区的军队总指挥、孟加拉陆军总司令、印度北方军总司令。

## 书籍
- Anonymous. . March 1918  [2019-03-10]. （原始内容存档于2019-08-29）.
- Riddick, John. . Praeger Publishers. 2006. ISBN 978-0313322808.